# Eleições estaduais em Santa Catarina em 1978
As eleições estaduais em Santa Catarina em 1978 aconteceram conforme previam o Ato Institucional Número Três e o Pacote de Abril: em 1º de setembro ocorreu a via indireta e nela a ARENA elegeu o governador Jorge Bornhausen, o vice-governador Henrique Córdova e o senador Lenoir Vargas. A fase seguinte sobreveio em 15 de novembro a exemplo dos outros estados brasileiros e nesse dia o MDB elegeu o senador Jaison Barreto embora a ARENA tenha conseguido maioria entre os 16 deputados federais e 40 estaduais que foram eleitos.
Nascido no Rio de Janeiro o governador Jorge Bornhausen é advogado formado pela Pontifícia Universidade Católica do Rio de Janeiro em 1960 com especialização na Universidade de Paris e na Fundação Getúlio Vargas, trabalhou em Blumenau e Florianópolis e nas empresas da família. Neto de Adolfo Konder e filho de Irineu Bornhausen, ambos governadores de Santa Catarina e opositores de Getúlio Vargas, razão pela qual a família foi para a UDN. A carreira política do governador começou durante o Regime Militar de 1964 visto que oito meses após cassado o vice-governador Francisco Dall'Igna a Assembleia Legislativa de Santa Catarina elegeu Jorge Bornhausen para o cargo, mas como era muito jovem, o governador Ivo Silveira negociou emenda à constituição estadual modificando a idade mínima para o posto. Findo o mandato ingressou no diretório estadual da ARENA e articulou a escolha de seu primo, Antônio Carlos Konder Reis, para ocupar o Palácio da Agronômica por quem Jorge Bornhausen foi nomeado para a presidência do Banco do Estado de Santa Catarina.
A renúncia de Jorge Bornhausen para disputar um mandato de senador em 1982 levou ao poder o advogado Henrique Córdova. Nascido em Lages e formado pela Universidade Federal do Rio Grande do Sul ele fez carreira na ARENA elegendo-se deputado estadual em 1970 e deputado federal em 1974 e foi escolhido vice-governador do estado quatro anos depois.
A eleição indireta permitiu a recondução do senador Lenoir Vargas. Gaúcho nascido em Tupanciretã e advogado formado pela Universidade Federal do Rio Grande do Sul foi também jornalista. Sempre filiado ao PSD foi eleito vereador em Chapecó em 1947, deputado estadual em 1950 e 1954 e deputado federal em 1958, 1962 e 1966 quando já estava filiado à ARENA sendo eleito senador em 1970 e reeleito em 1978.
Quanto ao MDB este possuía o senador Evelásio Vieira e elegeu Jaison Barreto para a vaga remanescente. Nascido em Laguna e formado em Medicina em 1957 pela Universidade Federal do Rio de Janeiro com especialização em Oftalmologia em Barcelona. Presidente da regional da Associação Catarinense de Medicina em Blumenau foi ligado ao PTB, mas só disputou eleições pelo MDB sendo vitorioso para deputado federal em 1970 e 1974 e conseguiu um mandato de senador em 1978.

## Resultado da eleição para governador
O Colégio Eleitoral de Santa Catarina contou com a presença de 392 delegados da ARENA que sufragaram a chapa oficial, exceto por um delegado de Abelardo Luz. Por seu turno a oposição não tomou parte na escolha.
| Candidatos a governador do estado | Candidatos a vice-governador | Número | Coligação             | Votação | Percentual |
| --------------------------------- | ---------------------------- | ------ | --------------------- | ------- | ---------- |
| Jorge Bornhausen ARENA            | Henrique Córdova ARENA       | -      | ARENA (sem coligação) | 391     | 99,74%     |

## Resultado da eleição para senador

### Mandato biônico de oito anos
A eleição para senador biônico levou à recondução de Lenoir Vargas a uma cadeira que o mesmo conquistou por voto direto em 1970 num placar idêntico ao da eleição para governador.
| Candidatos a senador da República | Candidatos a suplente de senador           | Número | Coligação             | Votação | Percentual |
| --------------------------------- | ------------------------------------------ | ------ | --------------------- | ------- | ---------- |
| Lenoir Vargas ARENA               | Diomício Freitas ARENA Arnor Damiani ARENA | -      | ARENA (sem coligação) | 391     | 99,74%     |

### Mandato direto de oito anos
Seria eleito o candidato mais votado a partir da soma das sublegendas conforme registro do Tribunal Regional Eleitoral de Santa Catarina que informa a ocorrência de 93.871 votos em branco e 101.652 votos nulos.
| Candidatos a senador da República | Candidatos a suplente de senador | Número | Coligação             | Votação | Percentual |
| --------------------------------- | -------------------------------- | ------ | --------------------- | ------- | ---------- |
| Jaison Barreto MDB                | Maria Syrlei Donato MDB -        | -      | MDB (em sublegenda)   | 465.930 | 37,80%     |
| Wilmar Dallanhol ARENA            | Edson Gaidzinski ARENA -         | -      | ARENA (em sublegenda) | 409.664 | 33,24%     |
| Aroldo Carvalho ARENA             | Marcos Wandresen ARENA -         | -      | ARENA (em sublegenda) | 196.765 | 15,96%     |
| Dejandir Dalpasquale MDB          | Beno Frederico Weiers MDB -      | -      | MDB (em sublegenda)   | 160.255 | 13,00%     |

## Deputados federais eleitos
São relacionados os candidatos eleitos com informações complementares da Câmara dos Deputados.

Representação eleita
  ARENA: 9
  MDB: 7

| Deputados federais eleitos | Partido | Votação | Percentual | Cidade onde nasceu       | Unidade federativa |
| Esperidião Amin            | ARENA   | 72.380  |            | Florianópolis            | Santa Catarina     |
| Arnaldo Schmitt Júnior     | ARENA   | 65.118  |            | Itajaí                   | Santa Catarina     |
| Pedro Ivo Campos           | MDB     | 64.070  |            | Florianópolis            | Santa Catarina     |
| Victor Fontana             | ARENA   | 63.470  |            | Santa Maria              | Rio Grande do Sul  |
| Ademar Ghisi               | ARENA   | 63.291  |            | Tubarão                  | Santa Catarina     |
| João Linhares              | ARENA   | 58.930  |            | Campos Novos             | Santa Catarina     |
| Nelson Morro               | ARENA   | 52.170  |            | Indaial                  | Santa Catarina     |
| Nereu Guidi                | ARENA   | 45.279  |            | Criciúma                 | Santa Catarina     |
| Walmor de Luca             | MDB     | 45.013  |            | Criciúma                 | Santa Catarina     |
| Evaldo Amaral              | ARENA   | 42.641  |            | Lages                    | Santa Catarina     |
| Francisco Libardoni        | MDB     | 39.779  |            | Caxias do Sul            | Rio Grande do Sul  |
| Artenir Werner             | ARENA   | 39.635  |            | Rio do Sul               | Santa Catarina     |
| Juarez Furtado             | MDB     | 38.898  |            | Lages                    | Santa Catarina     |
| Luís Cechinel              | MDB     | 37.330  |            | Urussanga                | Santa Catarina     |
| Mendes de Melo             | MDB     | 36.581  |            | Santo Antônio da Platina | Paraná             |
| Ernesto de Marco           | MDB     | 35.888  |            | Bento Gonçalves          | Rio Grande do Sul  |
| Fontes:                    |         |         |            |                          |                    |

## Deputados estaduais eleitos
Das quarenta cadeiras na Assembleia Legislativa de Santa Catarina a ARENA levou vinte e três e o MDB dezessete.

Representação eleita
  ARENA: 23
  MDB: 17

| Deputados estaduais eleitos   | Partido | Votação | Percentual | Cidade onde nasceu   | Unidade federativa |
| Otávio Gilson dos Santos      | ARENA   | 25.530  |            | Paulo Lopes          | Santa Catarina     |
| Delfim Peixoto Filho          | MDB     | 19.806  |            | Itajaí               | Santa Catarina     |
| Artêmio Paludo                | ARENA   | 19.642  |            | Seara                | Santa Catarina     |
| Casildo Maldaner              | MDB     | 19.434  |            | Carazinho            | Rio Grande do Sul  |
| Francisco Küster              | MDB     | 18.746  |            | São Joaquim          | Santa Catarina     |
| Júlio César                   | ARENA   | 18.264  |            | Itajaí               | Santa Catarina     |
| Stélio Boabaid                | MDB     | 17.916  |            | Rosário              | Maranhão           |
| Vasco Furlan                  | ARENA   | 17.401  |            | Tupanciretã          | Rio Grande do Sul  |
| Aristides Bolan               | ARENA   | 16.873  |            | Maracajá             | Santa Catarina     |
| Nagib Zattar                  | ARENA   | 16.510  |            | Joinville            | Santa Catarina     |
| Heitor Sché                   | ARENA   | 16.100  |            | Rio do Sul           | Santa Catarina     |
| Lauro André da Silva          | MDB     | 16.024  |            | Braço do Norte       | Santa Catarina     |
| Aldo Pereira de Andrade       | ARENA   | 16.020  |            | Lages                | Santa Catarina     |
| Manoel Carlos de Sousa        | MDB     | 15.776  |            | Orleans              | Santa Catarina     |
| Epitácio Bittencourt          | ARENA   | 15.771  |            | Imaruí               | Santa Catarina     |
| Moacir Bertoli                | ARENA   | 15.670  |            | Taió                 | Santa Catarina     |
| Otacílio Pedro Ramos          | ARENA   | 15.571  |            | Joinville            | Santa Catarina     |
| Álvaro Correia                | MDB     | 15.390  |            | Itajaí               | Santa Catarina     |
| Sebastião Neto Campos         | ARENA   | 15.377  |            | Catalão              | Goiás              |
| Saturnino Dadam               | ARENA   | 15.335  |            | Tijucas              | Santa Catarina     |
| Antônio Henrique Bulcão Viana | ARENA   | 15.251  |            | Florianópolis        | Santa Catarina     |
| Jorge Gonçalves da Silva      | MDB     | 15.220  |            | Lages                | Santa Catarina     |
| César Moritz                  | MDB     | 15.086  |            | Brusque              | Santa Catarina     |
| Eugênio Nicolau Stein         | MDB     | 15.042  |            | Santa Rosa           | Rio Grande do Sul  |
| Genésio Tureck                | MDB     | 14.997  |            | Rio Negrinho         | Santa Catarina     |
| Geovah Amarante               | MDB     | 14.515  |            | São Francisco do Sul | Santa Catarina     |
| Venício Tortato               | ARENA   | 14.392  |            | Joaçaba              | Santa Catarina     |
| Mário Cilião de Araújo        | ARENA   | 14.361  |            | Londrina             | Paraná             |
| Cid Pedroso                   | MDB     | 14.352  |            | Campos Novos         | Santa Catarina     |
| Nelson Carlos Locatelli       | MDB     | 14.114  |            | Lajeado              | Rio Grande do Sul  |
| Waldomiro Colautti            | ARENA   | 14.112  |            | Ibitinga             | São Paulo          |
| Horst Otto Domning            | ARENA   | 13.854  |            | Blumenau             | Santa Catarina     |
| Martinho Ghizzo               | ARENA   | 13.580  |            | Tubarão              | Santa Catarina     |
| Algemiro Manique Barreto      | ARENA   | 13.395  |            | Criciúma             | Santa Catarina     |
| Murilo Canto                  | MDB     | 13.359  |            | Jaguaruna            | Santa Catarina     |
| Neudy Massolini               | ARENA   | 13.198  |            | Serafina Corrêa      | Rio Grande do Sul  |
| Aderbal Lopes                 | MDB     | 13.130  |            | São Francisco do Sul | Santa Catarina     |
| Ivan Ranzolin                 | ARENA   | 12.561  |            | Lages                | Santa Catarina     |
| Egídio Martorano              | ARENA   | 12.392  |            | São Joaquim          | Santa Catarina     |
| Haroldo Ferreira              | MDB     | 12.256  |            | Foz do Iguaçu        | Paraná             |
| Fontes:                       |         |         |            |                      |                    |